# Roches-Bettaincourt
 Roches-Bettaincourt  es una población y comuna francesa, en la región de Champaña-Ardenas, departamento de Alto Marne, en el distrito de Saint-Dizier y cantón de Doulaincourt-Saucourt.

## Demografía
| 819 | 768 | 694 | 750 | 636 | 598 |
| Para los censos de 1962 a 1999 la población legal corresponde a la población sin duplicidades (Fuente: INSEE [Consultar]) |     |     |     |     |     |